# Bryggja
Bryggja ist ein Dorf in der norwegischen Kommune Stad in der Provinz Vestland. Der Ort hat 364 Einwohner (Stand: 1. Januar 2024).

## Lage
Es befindet sich am nördlichen Ufer des Nordfjords. Südlich sind der Ortslage die Inseln Storøya, Kisteholmen und Flotøya vorgelagert. Etwas weiter östlich ragt die Halbinsel Kalvneset in südwestlicher Richtung in den Fjord und bildet so bei Maurstad eine größere Bucht.
Durch den Ort führt der Riksvei 15. Am östlichen Ortsende mündet der Fylkesvei 61 von Nordosten auf den Riksvei 15 ein. Westlich grenzt Totland, östlich Maurstad an Bryggja an.
Die Bevölkerungsentwicklung des Orts war in jüngerer Zeit rückläufig und ging von 348 Einwohnern im Jahr 2000 über 339 (2006) auf 336 im Jahr 2020 zurück. Bryggja liegt in einer Höhe von 9 Metern.

## Geschichte
Der Name leitet sich von bryggje an, was Anlegestelle bedeutet und auf die lange historische Tradition des Orts als Handelsplatz im Nordfjord abstellt. Am 1. Januar 2020 gelangte Bryggja von der ehemaligen Kommune Vågsøy zur neugebildeten Kommune Stad.
Im östlichen Ortsbereich befindet sich als Bodendenkmal eine aus der Eisenzeit stammende Grabenanlage. Noch etwas weiter östlich steht ein aus dem Jahr 1564 stammendes Baudenkmal und eine prähistorische Grabanlage.
Wirtschaftlich ist in Bryggja die Landwirtschaft bedeutend, die insbesondere als Viehwirtschaft betrieben wird. Darüber hinaus wird auch Fischerei betrieben, außerdem besteht Industrieproduktion. Durch die Sibelco Nordic AS wird das Mineral Olivin verarbeitet.

## Persönlichkeiten
Der Ingenieur Dagfinn Hessevik (* 1935), die Schriftstellerin Rigmor Navekvien (* 1935) und der US-amerikanische Skilangläufer Audun Endestad (* 1953) wurden in Bryggja geboren.